# Det gyldne smil
Det gyldne smil er en dansk film fra 1935, skrevet og instrueret af Paul Fejos efter en roman af Kaj Munk. En film om sjælens frelse contra den ydre succes.

## Handling
En efterårsaften i storbyen. Tågen har sænket sit hvide skær over gader og stræder. Udenfor den fejrede operette-primadonna Elsa Bruuns villa på den fornemme boulevard standser en ung mand i luvslidt tøj og tydeligt sulten. Han tager en rask beslutning og går ind men bliver afvist af den travle sangerinde. Senere finder vagabonden anledning til at lægge et manuskript, han har skrevet.

## Medvirkende
- Bodil Ipsen
- John Price
- Victor Montell
- Petrine Sonne
- Carl Alstrup
- Aage Foss
- Aage Schmidt
- Carlo Wieth
- Aage Winther-Jørgensen